# Trinitiet

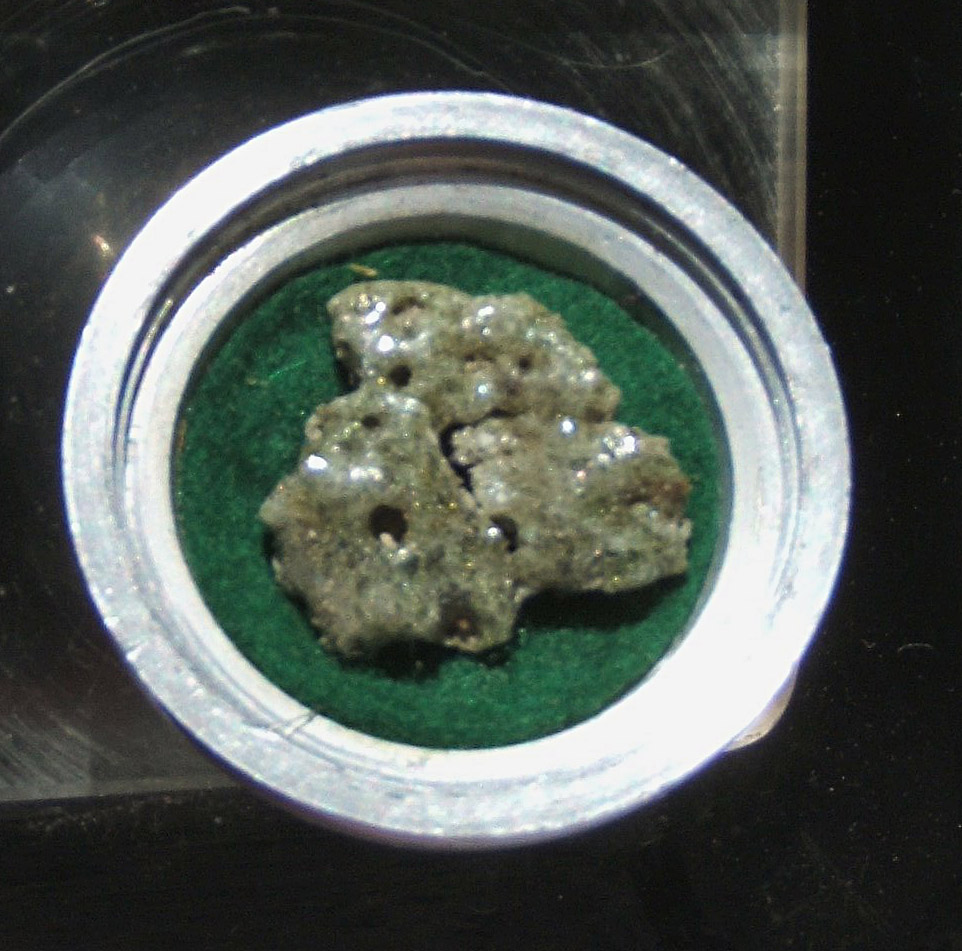
Trinitiet

Trinitiet is een kunstmatig gevormde glasachtige substantie die op 16 juli 1945 is ontstaan tijdens de ontploffing van de eerste atoombom genaamd Trinity. 

## Eigenschappen
Het bestaat voornamelijk uit siliciumdioxide dat is ontstaan uit gesmolten zand. Het is meestal lichtgroen van kleur. Deze kleur is van het ijzer in het zand afkomstig. Hoewel het vlak na vorming vrij radioactief was, is de radioactiviteit van het materiaal tegenwoordig nauwelijks meer meetbaar. 
Een stukje trinitiet bestaat uit twee verschillende kanten. De bovenkant is vrij glad, terwijl de onderkant vaak nog herkenbare zandkorrels bevat.